# A dzsungel könyve 2.
A dzsungel könyve 2. (eredeti cím: The Jungle Book 2) 2003-ban bemutatott amerikai 2D-s számítógépes animációs kaland-filmvígjáték, amely az 1967-ben bemutatott Dzsungel könyve című rajzfilm folytatása. Az animációs játékfilm rendezője Steve Trenbirth, producerei Christopher Chase és Mary Thorne. A forgatókönyvet Karl Geurs és Evan Spiliotopoulos írta, a zenéjét Joel McNeely szerezte. A mozifilm a Walt Disney Pictures és a DisneyToon Studios gyártásában készült, a Buena Vista Pictures forgalmazásában jelent meg.
A filmet az Amerikai Egyesült Államokban 2003. február 14-én a Buena Vista Pictures, míg Magyarországon az InterCom Zrt. forgalmazásában 6 nappal később, február 20-án mutatták be a mozikban.

## Cselekmény
Maugli az emberek falujában él nevelőszüleivel és öccsével, Ranjannal. Jó barátja lett a kislány, Shanti, aki az emberek falujába csábította Mauglit. Amikor Maugli azonban bajba került, Shantit okolja és többé nem hajlandó szóba állni vele. Egy idő után Mauglinak hiányozni kezd a dzsungel. Miután megmenekül az elefántok elől, Balu észrevétlenül beoson a faluba, hogy meglátogassa Mauglit. De nincsen egyedül – Maugli régi ellensége, Sir Kán is visszatért, hogy bosszút álljon Mauglin. Amikor Shanti megkeresi Mauglit, hogy bocsánatot kérjen viselkedéséért, meglátja Balut Mauglival és segítségért kiált. Sir Kánt, aki szintén belopódzott a faluba, meglátják és azt hiszik, miatta sikított a lány. Balu és Maugli a dzsungelbe menekül és Shanti, aki azt hiszi, hogy barátját elrabolta a medve, követi őket. Ká is észreveszi a beszélgető Mauglit és Balut és fel akarja falni a fiút, de kudarcot vall.
Később Ká Shantit is meglátja és őt is meg akarja enni. Sikerül elkábítania a lányt hipnotikus tekintetével, és a lány csak áll bambán, karjai az oldala mellett és nem képes másfelé tekinteni. Arra jár Ranjan és elráncigálja, ezzel megszabadítja Shantit Ká bűvöletéből. Ranjan felvesz egy botot és azzal kezdi ütlegelni Kát, és az incidens végén Ká véletlenül egy nagy követ nyel le. A kő súlyától a kígyó gyűrűi saját magára omlanak. Amíg Ranjan Kával van elfoglalva, Shanti megragadja és futásnak erednek. Ranjan később megijeszti Kát, aki leesik a szikláról egy kókuszpálma tetejére, ezzel Shanti és Ranjan megmenekülnek.
Maugli látszólag ugyanúgy élvezi a dzsungelt, mint korábban és Balunak mesél az életről az emberek falujában, illetve barátságáról Shantival. Maugli öreg barátja és védelmezője, Bagira hamarosan rájön, hogy Maugli megszökött a faluból Baluval együtt és keresésükre indul. Shanti és Ranjan, akik szintén Mauglit keresik, eltévednek a dzsungelben. Amikor végül rátalálnak, Maugli szomorúan ül egy fa alatt, majd amikor meglátja a lányt, belekavarodik az indákba. Balu ekkor talál rájuk és megijeszti Shantit, aki később megtudja, hogy Maugli bízta meg azzal Balut, hogy őt elijessze. Shanti mérges lesz Mauglira és Ranjannal együtt otthagyják. Maugli is mérges lesz, de Balura, amiért megijesztette Shantit és utánuk indul. Amikor megtalálja őket, mindent meg akar magyarázni neki, de Shanti csendben a háta mögé mutat, ahol Sir Kán áll. A gyerekek elmenekülnek és Maugli elbújtatja Shantit és Ranjant a dzsungel aljnövényzetében.
Shanti azonban nem hallgat rá és Maugli segítségére indul, miközben Ranjan találkozik Baluval, amikor Shanti után indul. Megpróbál elszökni, de Balu lenyugtatja és megkérdezi tőle, hogy hol van Maugli. Ranjan csak annyit kiált „Sir Kán” és Balu rögtön mindent ért, együtt indulnak Maugli segítségére. Maugli közben egy ősi templomromot talál és ott rejtőzik el. Balu és Ranjan találkoznak Bagirával, akire Balu rábízza Ranjant, amikor a templomromhoz érnek. Ekkor ér oda Shanti is. Balu és Shanti végre rájönnek, hogy egy oldalon állnak. Balu egy gongot kezd ütlegelni, amihez Shanti és Maugli is csatlakozik a búvóhelyéről, hogy megzavarják Sir Kánt. Shanti gongja azonban leesik és Sir Kán rátalál. Maugli erre előbújik rejtekhelyéről és Sir Kán rátámad. Maugli menekülni próbál, Balu pedig félrelöki Sir Kánt. Maugli és Shanti felszaladnak egy lépcsőn, de Sir Kán oda is követi őket. Balu próbál nekik segíteni, a tigris egy gödörbe esik, majd egy tigrisszobron landol, ami leesik. Sir Kán egy sziklára zuhan és a tigrisfejet ábrázoló szobor ráesik és csapdába ejti. Maugli és Shanti is leesik, de Balu megmenti őket. Közben Mázlis, a keselyű, Sir Kánt kezdi csúfolni. Maugli és a többiek szerencsésen visszatérnek a faluba, de hamarosan újra kiszöknek, hogy ismét meglátogassák dzsungelbéli barátaikat. Nem is sejtik, hogy nevelőszüleik pontosan tudják, hogy merre járnak.

## Szereplők
| Szereplő            | Eredeti hang      | Magyar hang     | Leírás                                                       |
| ------------------- | ----------------- | --------------- | ------------------------------------------------------------ |
| Maugli              | Haley Joel Osment | Baradlay Viktor | Egy emberkölyök, aki Ranjanék fogadtak örökbe.               |
| Balu                | John Goodman      | Melis Gábor     | Egy medve, Maugli legjobb barátja.                           |
| Shanti              | Mae Whitman       | Czető Zsanett   | Egy kislány, Maugli barátnője.                               |
| Ranjan              | Connor Funk       | Czető Ádám      | Maugli mostohatestvére, aki szeret tigris lenni.             |
| Bagira              | Bob Joles         | Szersén Gyula   | Egy fekete párduc, aki nem engedi Balut az emberek falujába. |
| Sír Kán             | Tony Jay          | Végvári Tamás   | Egy tigris, aki bosszút áll Mauglin.                         |
| Mázlis              | Phil Collins      | Besenczi Árpád  | Egy ötödik pletykás keselyű, az előző filmben nem tűnik fel. |
| Háti ezredes        | Jim Cummings      | Makay Sándor    | Az elefántok vezetője, Picur apja.                           |
| Ká                  | Jim Cummings      | Kerekes József  | Egy hipnózis emberevő óriáskígyó.                            |
| MC Monkey           | Jim Cummings      | Harsányi Gábor  | Egy majom, a volt Lajcsi király inasa.                       |
| Ranjan apja         | John Rhys-Davies  | Bácskai János   | Ranjan szülei, Maugli nevelőszülei.                          |
| Ranjan anyja        | N/A               | Orosz Anna      | Ranjan szülei, Maugli nevelőszülei.                          |
| Shanti anyja        | N/A               | Igó Éva         | Shanti gondos anyja a faluban.                               |
| Kopasz fejű keselyű | Jeff Bennett      | Pálfai Péter    | A négy pletykás keselyű.                                     |
| Lepcses keselyű     | Jeff Bennett      | Kossuth Gábor   | A négy pletykás keselyű.                                     |
| Fekete keselyű      | Jeff Bennett      | Imre István     | A négy pletykás keselyű.                                     |
| Barna keselyű       | Jeff Bennett      | Bakai László    | A négy pletykás keselyű.                                     |
| Picur               | Bobby Edner       | Sántha Balázs   | Az elefántkölyök, Háti ezredes fia, Maugli jó barátja.       |
| Elefánt             | N/A               | Beregi Péter    | Az elefántok egyike, Háti ezredéből.                         |
| Majom               | N/A               | Katona Zoltán   | A majmok egyike, aki ismeri Balut.                           |

## Betétdalok
| Magyar                       | Magyar                                    | Angol                         | Angol                                        |
| Dal                          | Előadó                                    | Dal                           | Előadó                                       |
| ---------------------------- | ----------------------------------------- | ----------------------------- | -------------------------------------------- |
| Halld a dzsungel dalát       | Baradlay Viktor Czető Zsanett Czető Ádám  | Jungle Rhythm                 | Haley Joel Osment Mae Whitman Connor Funk    |
| Balu dala                    | Melis Gábor                               | Bare Necessities (Baloo Solo) | John Goodman                                 |
| Menetinduló                  | Bergendy-együttes                         | Colonel Hathi's March         | Bob Joyce Rick Logan Guy Maeda Jerry Whitman |
| Néhány jó falat              | Melis Gábor Baradlay Viktor               | Bare Necessities              | John Goodman Haley Joel Osment               |
| Vadulunk mind, mert vadon jó | Melis Gábor Bergendy-együttes             | W-I-L-D                       | John Goodman Kevin Dorsey                    |
| Maugli dala                  | Baradlay Viktor                           | Jungle Rhythm (Mowgli solo)   | Haley Joel Osment                            |
| Néhány jó falat (finálé)     | Melis Gábor Baradlay Viktor Czető Zsanett | Bare Necessities (finale)     | John Goodman Haley Joel Osment Mae Whitman   |

## Televíziós megjelenések
- HBO, RTL Klub, Viasat 3, HBO Comedy, HBO 2, Disney Channel, Disney Junior
- M2

## Fordítás
Ez a szócikk részben vagy egészben  a   The Jungle Book 2 című angol Wikipédia-szócikk fordításán alapul.  Az eredeti cikk szerkesztőit annak laptörténete sorolja fel. Ez a jelzés csupán a megfogalmazás eredetét és a szerzői jogokat jelzi, nem szolgál a cikkben szereplő információk forrásmegjelöléseként.